# Kriminalvårdens insatsstyrka
Kriminalvårdens insatsstyrka, inom Kriminalvården kallad Insatsstyrkan, är en specialtränad grupp inom svenska kriminalvården som är utformad specifikt för att klara svåra, långdragna och ofta våldsamma situationer där man tappat kontrollen över de intagna. Insatsstyrkan används vid situationer som inte kan lösas på annat sätt.
Kriminalvårdens insatsstyrka kan inte jämföras med exempelvis nationella insatsstyrkan, men det finns vissa likheter. Kriminalvårdens insatsstyrka är utbildad och utformad endast för att klara uppdrag i anstaltsmiljö, Kriminalvårdens insatsstyrkan är även bland de främst tränade i att utöva IMF, vilket står för, Insats mot folkmassa. Medlemmarna bär inte handeldvapen men är specialutbildade på taktik med sköld och batong samt pepparspray. Insatsstyrkan är stor och kan idag sättas in vid upploppsliknande situationer eller allvarliga incidenter på vilken anstalt som helst i Sverige. För många år sedan kunde även polisen, innan omorganisationen kalla in kriminalvårdens insatsstyrka för att bistå vid demonstrationer och liknande. Styrkan anses dessutom ha några av landets bästa förhandlare som även kan kallas in för uppdrag inom andra grenar av Sveriges rättsväsen.
Bildningen av insatsstyrkan är en direkt följd av de upploppsliknande situationer som uppstod på ett antal anstalter i Sverige under 1990-talet. Det mest aktuella i sammanhanget är Tidaholmsupploppet som ägde rum 22-23 juli 1994 på Anstalten Tidaholm i Skaraborgs län, en anstalt av högsta säkerhetsklass som inhyser flera av landets allvarligaste lagöverträdare.